# CSV (format pliku)
CSV (ang. comma-separated values, wartości rozdzielone przecinkiem) – format przechowywania danych w plikach tekstowych i odpowiadający mu typ MIME text/csv.

## Specyfikacja formatu
Istnieje wiele implementacji standardu CSV – wiele z nich nie trzyma się ściśle wszystkich określonych tutaj zasad. Stanowią one jednak dobrze ugruntowaną i potwierdzoną dokumentem RFC 4180 ↓ część wspólną.
Końce linii
- Poszczególne rekordy rozdzielone są znakami końca linii CRLF.
- Ostatnia linia w pliku może nie zawierać znaku końca.
- Znak CRLF może być elementem pola, które musi wtedy być ujęte w cudzysłowy.

Separator
- Wartości pól zgodnie z nazwą formatu rozdzielone są przecinkami.
- Jako separator pól bywa także stosowany znak średnika (lub inny zgodnie z ustawieniami regionalnymi systemu) albo tabulator, jednak zgodnie z RFC 4180 ↓ jest to niezalecane. W jednym pliku może być użyty tylko jeden rodzaj separatora.[potrzebny przypis]

Cudzysłów
- Wartości pól mogą być ujęte w cudzysłowy,
- Wartości zawierające używany znak separatora (przecinek, średnik, znak tabulacji[potrzebny przypis] lub znaki końca linii) muszą być ujęte w cudzysłowy.
- Aby w treści pola umieścić cudzysłów, należy wpisać znak cudzysłowu dwukrotnie, całą wartość ujmując w cudzysłowy (por. przykłady).

Uwagi
- Spacje i inne białe znaki (w szczególności te przyległe do separatorów) należą do pól.
- Pierwsza linia może stanowić nagłówek zawierający nazwy pól rekordów, jednak pierwszy wiersz pliku CSV wg standardu ma takie samo znaczenie jak pozostałe.

## Przykłady
Przykładowe dane w arkuszu kalkulacyjnym:
|   | A                   | B        | C                   |
| - | ------------------- | -------- | ------------------- |
| 1 | Kowalski            | Jan      | Kłodzko             |
| 2 | Nowak               | Zenon    | Szczecin            |
| 3 | Brzęczyszczykiewicz | Grzegorz | Chrząszczyżewoszyce |

i te same dane zapisane w postaci dokumentu CSV:
```
Kowalski,Jan,Kłodzko
Nowak,Zenon,Szczecin
Brzęczyszczykiewicz,Grzegorz,Chrząszczyżewoszyce
```

Znaki specjalne:
```
imię,opis,ocena
Andrzej Nowak,fajny,4
"Jan Wiśniewski","fajny","2"
Kowalski,"wiecznie pyta ""która godzina"", ale może być",5
```

## Obsługa CSV w różnych aplikacjach
Format CSV, jako prostszy niż format DBF, jest obsługiwany przez większość arkuszy kalkulacyjnych i programów bazodanowych, jednak wspomniana dowolność wyboru separatorów ogranicza jego przenośność. Aby obejść to utrudnienie, tworzy się specjalne makra lub pozwala na konfigurowanie separatorów.
Filtr konwersji CSV z pakietu Microsoft Office pracuje przy założeniu, że plik CSV używa przecinka jako separatora, tymczasem Microsoft Excel i Access wyświetlają i zapisują plik CSV w formacie zgodnym z ustawieniami regionalnymi systemu, czyli w przypadku języka polskiego używa średnika zamiast przecinka do rozdzielania pól. Aby umożliwić automatyczną konwersję, tworzone są dedykowane makra.
Calc z pakietu OpenOffice.org pozwala na konfigurację filtra konwersji, w tym wybór separatorów niezależny od ustawień regionalnych, takie same możliwości oferuje 
Calc z pakietu LibreOffice.org

## Biblioteki programistyczne
- Dla języka Perl w archiwum CPAN dostępnych jest wiele bibliotek do obsługi formatu CSV[1].
- Biblioteka standardowa języka Ruby zawiera klasę CSV[2].
- Biblioteka standardowa PHP zawiera funkcje fgetcsv i fputcsv[3].
- Język R posiada w pakiecie utils funkcje do obsługi pliku csv (read.csv i write.csv).
- Biblioteka standardowa języka Python zawiera moduł csv[4].